# Mentiras ocultas en mi jardín
Mentiras ocultas en mi jardín (en hangul, 마당이 있는 집) es una serie de televisión surcoreana dirigida por Jung Ji-hyun y Heo Seok-won, y protagonizada por Kim Tae-hee, Lim Ji-yeon, Kim Sung-oh y Choi Jae-rim. Se emitió por el canal ENA desde el 19 de junio hasta el 11 de julio de 2023, los lunes y martes a las 22:30 (hora local coreana). También está disponible para algunas regiones del mundo en el canal de cable Genie TV (de la cual es original), y en las plataformas de contenidos audiovisuales Viki, Netflix, Prime Video, Hulu Japan e iQIYI.

## Sinopsis
La serie gira en torno a un ama de casa ordinaria llamada Moon Joo-ran, cuya vida toma una dirección inesperada después de notar un olor extraño en su patio trasero y conocer a Choo Sang-eun.

## Reparto

### Principal
- Kim Tae-hee como Moon Joo-ran, un ama de casa que tiene una vida agradable en una casa perfecta y es la envidia de todos los que la rodean.[4][5][6]
- Im Ji-yeon como Choo Sang-eun, una mujer embarazada que es víctima de violencia doméstica y sueña con escapar de su lamentable realidad.[4][5][7]
- Kim Sung-oh como Park Jae-ho, el marido de Joo-ran, un médico perfeccionista.[4]
- Choi Jae-rim como Kim Yoon-beom, el marido de Sang-eun que trabaja como vendedor en una compañía farmacéutica, una persona astuta y violenta.[4][8]

### Secundario
- Cha Sung-je como Park Seung-jae, el hijo de Joo-ran y Jae-ho, que muestra un comportamiento anómalo en la escuela.[9]
- Jung Woon-sun como Oh Hae-soo, vecina de Joo-ran y Jae-ho.[10]
- Jung Hee-tae como Do Kyung, un oficial de policía que busca pistas para resolver un caso misterioso.[11][12]
- Cha Mi-kyung como Yoon Myung-soon, la madre de Sang-eun, que tiene demencia.[13]
- Woo Hyun como guardia de seguridad en el apartamento donde vive Sang-eun.[14][15]
- Yoon Ga-i como Lee Soo-min, una adolescente que se prostituye.[16][17]
- Moon Soo-young como Joo Tae-kyung, un proxeneta dedicado a la prostitución infantil.[18]
- Baek Hyun-joo como Hwa-ran.[19]
- Lee Eun-jung como la cuñada de Sang-eun.

## Producción
Mentiras ocultas en mi jardín está basada en la novela de Kim Jin-young (que es también director de cine) House with a Yard, y vendió sus derechos de distribución a 190 países antes de su estreno.
La serie está dirigida por Jung Ji-hyun, director asimismo en 2019 de Search: www y en 2022 de Veinticinco, veintiuno; y marca el regreso a la televisión de Kim Tae-hee tres años después de ¡Hola y adiós, mamá! A pesar de la dilatada trayectoria de la actriz, es la primera vez que interviene en una obra de suspenso.
El 12 de mayo de 2023 se publicaron imágenes de la lectura del guion. Tres días después se lanzó un cartel con las dos protagonistas femeninas y se confirmó la fecha de estreno; el cartel principal, también con ellas dos, salió el día 22. El 17 del mismo mes se distribuyeron algunos fotogramas con el personaje de Lim Ji-yeon. El 5 de junio se publicaron los carteles de personajes, dos primeros planos de las protagonistas, y el 19 se presentó la producción mediante una conferencia de prensa celebrada en el Stanford Hotel Seoul en Mapo-gu, Seúl, con la asistencia del director y los cuatro protagonistas.

## Banda sonora original
| Fecha de publicación                                        | Título              | Letra      | Música                            | Artista    | Dur. | Ref.          |
| ----------------------------------------------------------- | ------------------- | ---------- | --------------------------------- | ---------- | ---- | ------------- |
| 20 de junio de 2023                                         | «Night»             | Juniel     | Lim Ha-young, John East, Bae-hwan | Juniel     | 2:46 | [ 25 ]        |
| 1 de julio de 2023                                          | «Merkwürdige Nacht» | Kim Il-jin | Kim Young-seong, Kim Joo-yeop     | Bae Da-hae | 5:08 | [ 26 ] [ 27 ] |
| Esta última canción tiene también una versión instrumental. |                     |            |                                   |            |      |               |

## Audiencia
La serie empezó con cifras de audiencia muy modestas, en torno al 1 %, y alcanzó el 2,5 % nacional en el cuarto episodio. Fuera de su país, ganó popularidad en Asia a través de los servicios de emisión en línea. Según Genie TV, el 2 de julio ocupó el primer lugar en la categoría Global OTT Amazon Prime Top TV Show en 5 países: Indonesia, Filipinas, Singapur, Vietnam y Myanmar, además de estar entre los diez primeros programas en nueve países del sudeste asiático. Según informó Netflix, la serie ocupó el octavo lugar mundial entre los programas de televisión más vistos de lengua no inglesa entre el 19 y el 25 de junio de 2023, y el noveno lugar del 26 de junio al 2 de julio de 2023.
| Temporada | Temporada | Episodio número | Episodio número | Episodio número | Episodio número | Episodio número | Episodio número | Episodio número | Episodio número | Promedio |
| Temporada | Temporada | 1               | 2               | 3               | 4               | 5               | 6               | 7               | 8               | Promedio |
| --------- | --------- | --------------- | --------------- | --------------- | --------------- | --------------- | --------------- | --------------- | --------------- | -------- |
|           | 1         | 226             | 283             | 433             | 519             | 378             | 458             | 437             | 577             | 414      |

| Episodio | Fecha de emisión    | Índice de audiencia (Nielsen Korea) | Índice de audiencia (Nielsen Korea) |
| Episodio | Fecha de emisión    | Nacional                            | Seúl                                |
| --- | ------------------- | ----------------------------------- | ----------------------------------- |
| 1 | 19 de junio de 2023 | 1,195 % (5.ª)                       | 1,233 % (6.ª)                       |
| 2 | 20 de junio de 2023 | 1,249 % (5.ª)                       | 1,189 % (5.ª)                       |
| 3 | 26 de junio de 2023 | 1,940 % (3.ª)                       | 2,419 % (3.ª)                       |
| 4 | 27 de junio de 2023 | 2,553 % (3.ª)                       | 3,002 % (3.ª)                       |
| 5 | 3 de julio de 2023  | 1,972 % (3.ª)                       | 2,227 % (2.ª)                       |
| 6 | 4 de julio de 2023  | 2,456 % (3.ª)                       | 3,078 % (3.ª)                       |
| 7 | 10 de julio de 2023 | 2,262 % (2.ª)                       | 2,629 % (2.ª)                       |
| 8 | 11 de julio de 2023 | 2,974 % (2.ª)                       | 3,231 % (2.ª)                       |
| Promedio | Promedio            | 2,075 %                             | 2,376 %                             |
| - En la tabla superior, los números azules representan las calificaciones más bajas y los números rojos representan las más altas. - Esta serie se transmite en un canal de cable/televisión de pago, que normalmente tiene una audiencia menor respecto a las emisoras de televisión públicas/gratuitas (KBS, SBS, MBC y EBS). |                     |                                     |                                     |